# Rectangulata
Rectangulata zijn een onderorde van mosdiertjes (Bryozoa) uit de orde van de Cyclostomatida.

## Taxonomie
De volgende families zijn bij de onderorde ingedeeld:
- Alyonushkidae Grischenko, Gordon & Melnik, 2018
- Anyutidae Grischenko, Gordon & Melnik, 2018
- Lichenoporidae Smitt, 1867

### Synoniemen
- Disporellidae Borg, 1944 → Lichenoporidae Smitt, 1867